# قائمة الليبيريين الحاصلين على جائزة نوبل

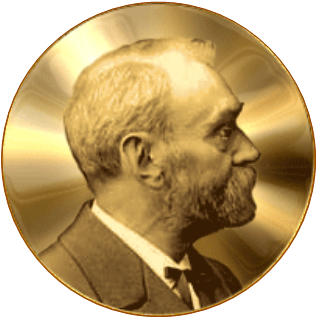
شعار جائزة نوبل.

منحت جائزة نوبل للسلام لامرأتان من ليبيريا عام 2011.
| السنة | الفائز                        | المجال | الإسهام       |
| ----- | ----------------------------- | ------ | ------------- |
| 2011  | إلين جونسون سيرليف وليما غبوي | السلام | لتمكين المرأة |